# Paradise Lost (filme)
Paradise Lost é um filme mudo norte-americano de 1911 em curta-metragem, do gênero drama, dirigido por D. W. Griffith, Frank Powell e Mack Sennett.